# Gustav Pfarrius

Gustav Pfarrius

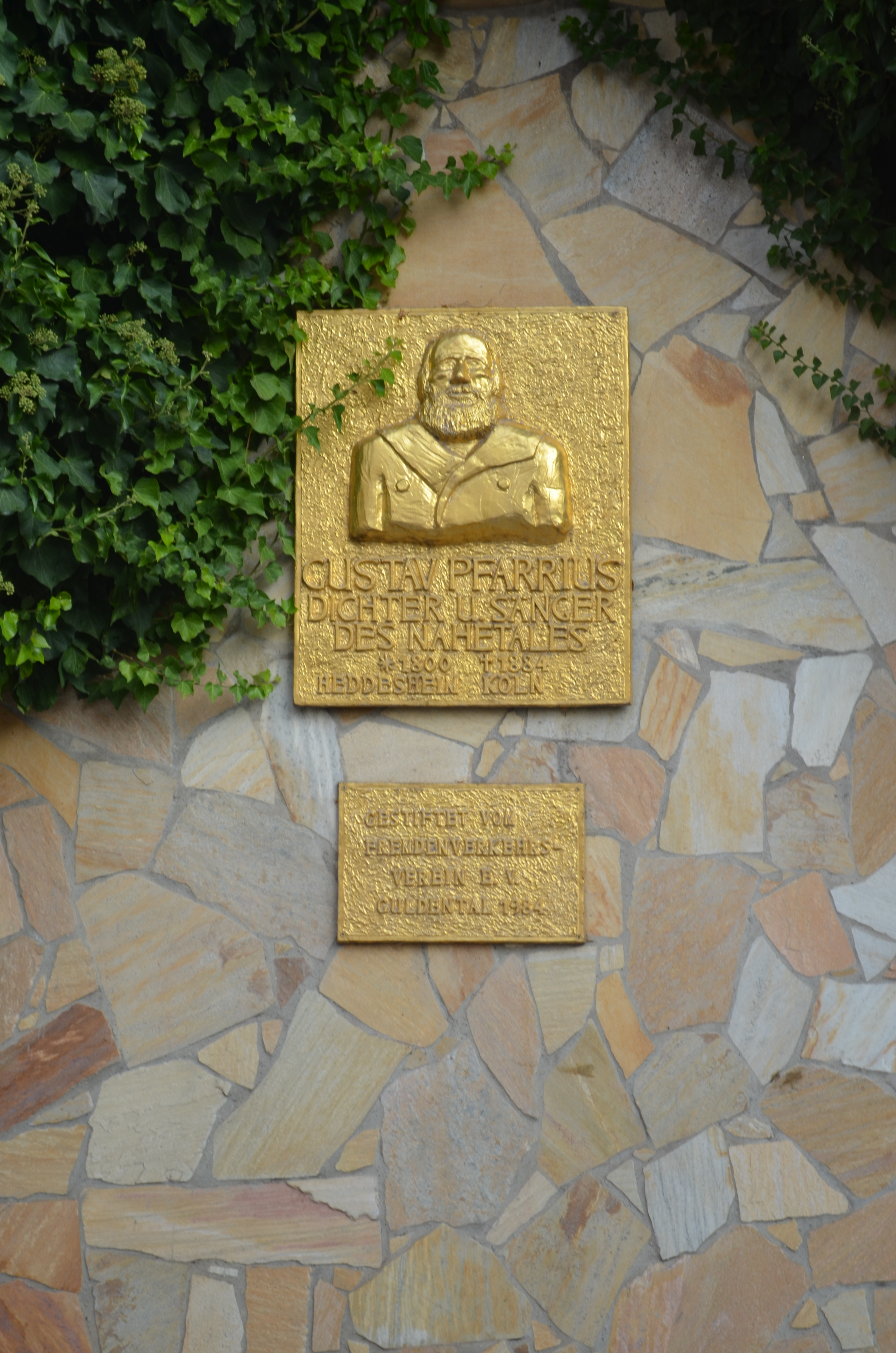
Gedenktafel an Pfarrius in Guldental

August Konrad Gustav Pfarrius (* 31. Dezember 1800 in Heddesheim; † 15. August 1884 in Köln) war ein deutscher Dichter, Lehrer und Professor. Bekannt wurde er als „Sänger des Nahetals“. In Erinnerung an ihn sind in Guldental, Bad Kreuznach und Köln-Lindenthal
Straßen nach ihm benannt.

## Leben

### Schule und Studium
Pfarrius wurde als ältester Sohn des Gemeindepfarrers Georg Konrad Pfarrius und dessen Frau Elisabeth Lade geboren.
Er besuchte das Gymnasium in Kreuznach, die Wegstrecke von 6 km legte er jeden Tag zu Fuß zurück.
Während seines Studiums wurde er 1818 Mitglied der Halleschen Burschenschaft. Nach dem Abbruch seines Theologiestudium in Halle, studierte Pfarrius Latein, Französisch und Geschichte bei Ernst Moritz Arndt in Bonn. Dort war er unter anderem mit Hoffmann von Fallersleben, Karl Simrock, Heinrich Heine und Anton Broicher befreundet.

### Beruf und Familie
Er promovierte 1823 und trat im selben Jahr eine Stelle als Lehrer in Saarbrücken an. 1834 bekam er eine Anstellung als Lehrer und Professor am Friedrich-Wilhelm-Gymnasium in Köln. Dort heiratete Pfarrius 1840 Luise Tenge, aus der Ehe gingen fünf Söhne und zwei Töchter hervor. 1858 erhielt er eine Professur, aufgrund einer Augenerkrankung musste er jedoch am 1. September 1863 in Ruhestand gehen. 1858 ließ Pfarrius als Landsitz Haus Herresberg bei Remagen erbauen.

## Verbundenheit zum Nahetal
Bereits auf seinem täglichen Fußweg zur Schule hatte Pfarrius die Möglichkeit, die Schönheit des Nahetals kennen und lieben zu lernen.
Bevor er 1834 seine neue Stelle in Köln antrat, unternahm er einen Fußmarsch durch das Nahetal bis nach Kreuznach.
Bei dieser Gelegenheit fasste er wohl auch den Entschluss, das Nahetal von der Quelle bis zur Mündung zu besingen.
Sein erster Gedichtband Das Nahetal in Liedern erschien 1838. Auch in seinen späteren Werken ist seine Verbundenheit zur Nahe spürbar. So ist die Handlung von Bastel Jakob im Nahetal angesiedelt, Die Klause am Sulmenbach spielt im Guldenbachtal und in Heddesheim.

## Werke
- 1838 Das Nahethal in Liedern
- 1844 Karlmann
- 1844 Chriemhildens Rache
- 1850 Waldlieder
- 1852 Trümmer und Epheu
- 1860 Gedichte: Neue Sammlung
- 1861 Zwischen Soonwald und Westrich
- 1863 Schein und Sein
- 1869 Natur- und Menschenleben
- Das Ende des Hauses Dhaun, Erzählung